# Carlos Costly
Carlo Yaír Costly Molina uváděný i jako Carlos Costly (* 18. července 1982 San Pedro Sula) je honduraský fotbalový útočník, od roku 2022 hrající za honduraský klub Lone FC. Jeho otcem je Allan Costly, bývalý hráč španělské Málagy.
S honduraskou reprezentací se zúčastnil Mistrovství světa ve fotbale 2014 a Gold Cupu 2009.